# Ulamov prt
Ulamov pŕt [ulámov ~], Ulamova spirála ali práštevílska spirála je preprosta metoda risanja razporeditve praštevil v kvadrat z levosučno notranjo spiralo, ki odkrije vzorec, katerega niso nikoli zadovoljivo pojasnili. Nalogo si je leta 1963 na znanstvenem srečanju med zdolgočasenim čečkanjem po papirju zamislil poljsko-ameriški matematik Stanislaw Marcin Ulam. Tega dne se je Ulam dolgočasil in je narisal pravilno mrežo števil, kjer je postavil število 1 v središče in zapisal druga števila kot:
Obkrožil je vsa praštevila, tako da je dobil naslednjo sliko:
Na njegovo presenečenje je bilo največ obkroženih števil poravnanih vzdolž diagonalnih črt. Slika, ki prikazuje Ulamov prt, velikosti 200×200, kaže na ta vzorec, kjer se črne diagonalne črte lepo vidijo. Tu so praštevila obarvana črno.
Ni važno koliko števil narišemo, diagonalne črte se vedno pojavijo. To je res tudi, če je število v sredini veliko večje kot 1. To pomeni, da obstaja veliko takšnih celoštevilskih konstant a, b, in c, da bo kvadratna polinomska funkcija:
{\displaystyle f(n)=an^{2}+bn+c\;;\quad n\in \mathbb {Z} }
dala nepričakovano veliko število praštevil, za n = 1, 2, 3, ... To dejstvo je botrovalo, da se je marca 1964 Ulamov prt pojavil na ovitku revije Scientific American.
Pri dovolj veliki razdalji od središča, so vodoravne in navpične črte tudi lepo vidne.
Znani pisatelj ZF Arthur Charles Clarke je leta 1956 opisal Ulamov prt v svojem romanu Mesto in zvezde (The City and the Stars), vendar tega miselnega preskusa ni dejansko izvedel in tako prepustil 'odkritje' Ulamu.